# Avro Manchester

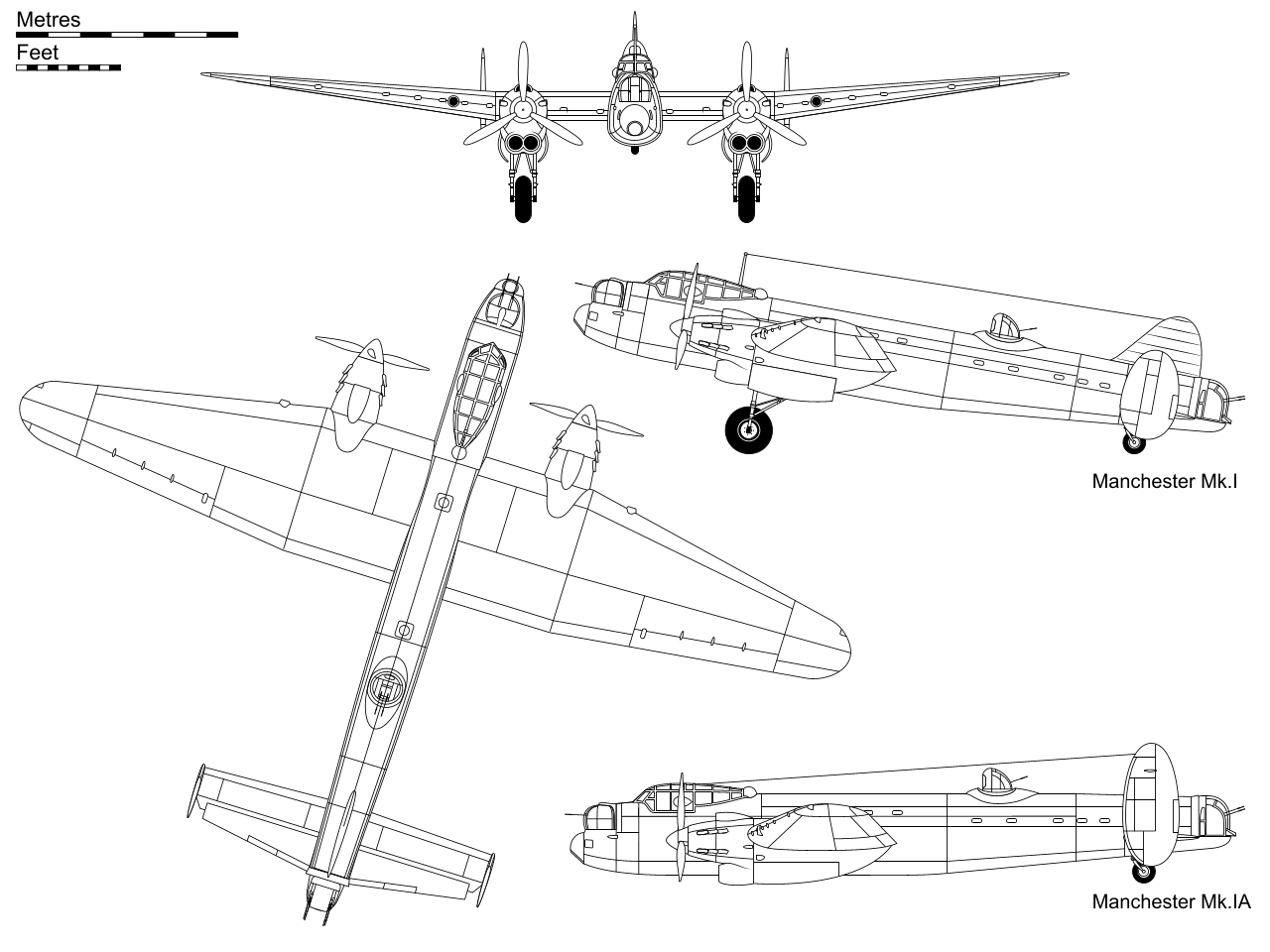
Avro Manchester

De Avro Manchester was een tweemotorige bommenwerper, ontworpen en geproduceerd door de Britse vliegtuigfabrikant Avro. Het toestel was tijdens de Tweede Wereldoorlog in gebruik bij de Royal Air Force (RAF) en wordt gezien als de voorloper van de Avro Lancaster.

## Ontwerp en ontwikkeling
Op 25 juli 1939 steeg het prototype van de tweemotorige Manchester, de Avro 679, van het vliegveld Ringway (het huidige Manchester Airport) op voor zijn eerste vlucht. Achter de stuurknuppel zat Avro's hoofdtestpiloot Sam Brown. Het toestel was door Avro's hoofdontwerper Roy Chadwick ontworpen op basis van de officiële specificatie P.13/36. De RAF wilde een tweemotorige bommenwerper die was uitgerust met de nieuwe Rolls-Royce Vulture-krachtbron. Ook Handley Page diende met het H.P.56 project een ontwerp in, maar aangezien de ontwikkeling van de Vulture erg traag verliep, besloot Handley Page over te gaan op een viermotorig toestel voorzien van Rolls-Royce Merlin V-12 motoren. Dit project leverde uiteindelijk de zeer succesvolle Halifax-bommenwerper op.
Hoewel het ontwikkelingsprogramma van de Vulture-motor door tal van tegenslagen werd geteisterd, bleef Chadwick op de nieuwe motor vertrouwen. In januari 1940 bestelde de RAF 1200 Manchester Mk I's en in november werden de eerste toestellen door 5 Group Bomber Command in gebruik genomen, ter vervanging van de verouderde Handley Page Hampden.

## Inzet en operaties
De Manchester had een voortreffelijk casco en zou een uitstekend toestel voor Bomber Command kunnen zijn geworden, aangezien hij meer bommen kon vervoeren dan andere types, beter bewapend was en een groter vliegbereik had.
Helaas bleek de Vulture-motor echter erg onbetrouwbaar en viel zijn vermogen tegen. Daardoor liep het verliespercentage van de Manchester op operationele missies tot 5,8 procent op. Daarnaast kwamen veel ervaren bemanningen tijdens trainingsvluchten om. Dit alles leidde ertoe dat het Vulture-project werd stopgezet en dat er slechts 209 Manchesters aan de RAF werden geleverd. Hiervan gingen 64 toestellen op aanvalsvluchten verloren en 12 Manchesters stortten tijdens oefenvluchten neer. Het vliegtuig werd buiten gebruik gesteld: in de nacht van 25 juni op 26 juni 1942 voerde de Manchester boven Bremen zijn laatste bombardementsmissie uit